# Thoralf Hagen
Thoralf Hagen (* 22. September 1887 in Oslo; † 7. Januar 1979 ebenda) war ein norwegischer Steuermann im Rudern, der 1920 zwei olympische Bronzemedaillen gewann.
Bei den Olympischen Spielen 1920 in Antwerpen kam Thoralf Hagen vom Christiania Roklub viermal zum Einsatz. Als Steuermann des Achters vom Stavanger Roklub steuerte er sein Boot zum Vorlaufsieg über das Boot aus der Tschechoslowakei. Im Halbfinale unterlag das Boot dem britischen Achter, war dabei aber schneller als das französische Boot, das das andere Halbfinale gegen den US-Achter verlor. Deshalb erhielten die Norweger die Bronzemedaille hinter den Amerikanern und den Briten.
Am Tag des Achter-Halbfinales, aber drei Stunden zuvor, hatte Thoralf Hagen bereits den Vierer mit Steuermann von seinem Christiania Roklub zum Sieg über Belgien und damit ins Finale gesteuert. Am Finaltag siegten die Schweizer vor dem US-Vierer und den Norwegern.